# 湖の祈り
「湖の祈り」（みずうみのいのり）は、1977年8月に発売された小柳ルミ子の23枚目のシングルである。

## 概要
表題曲は前作「星の砂」に続き、作詞を関口宏、作曲は出門英のコンビによるもの。
マリモの生産地で知られる北海道の阿寒湖を舞台に、アイヌ・コタンの悲恋物語を題材とした作品である。

## 収録曲
1. 湖の祈り
作詞：関口宏、作曲：出門英、編曲：森岡賢一郎
2. 帰郷
作詞・作曲：さかうえけんいち、編曲：青木望